# Communauté de communes des Terrasses et Vallées de Maintenon
Die Communauté de communes des Terrasses et Vallées de Maintenon ist ein ehemaliger französischer Gemeindeverband mit der Rechtsform einer Communauté de communes im Département Eure-et-Loir in der Region Centre-Val de Loire. Der Gemeindeverband wurde am 13. Dezember 2001 gegründet und bestand aus zehn Gemeinden. Der Verwaltungssitz befand sich im Ort Maintenon.

## Historische Entwicklung
Mit Wirkung vom 1. Januar 2017 fusionierte der Gemeindeverband mit
- Communauté de communes des Quatre Vallées,
- Communauté de communes du Val Drouette,
- Communauté de communes du Val de Voise sowie
- Communauté de communes de la Beauce Alnéloise

und bildete so die Nachfolgeorganisation Communauté de communes des Portes Euréliennes d’Île-de-France.

## Ehemalige Mitgliedsgemeinden
1. Bouglainval
2. Chartainvilliers
3. Houx
4. Maintenon
5. Mévoisins
6. Pierres
7. Saint-Piat
8. Soulaires
9. Villiers-le-Morhier
10. Yermenonville